# Malphas

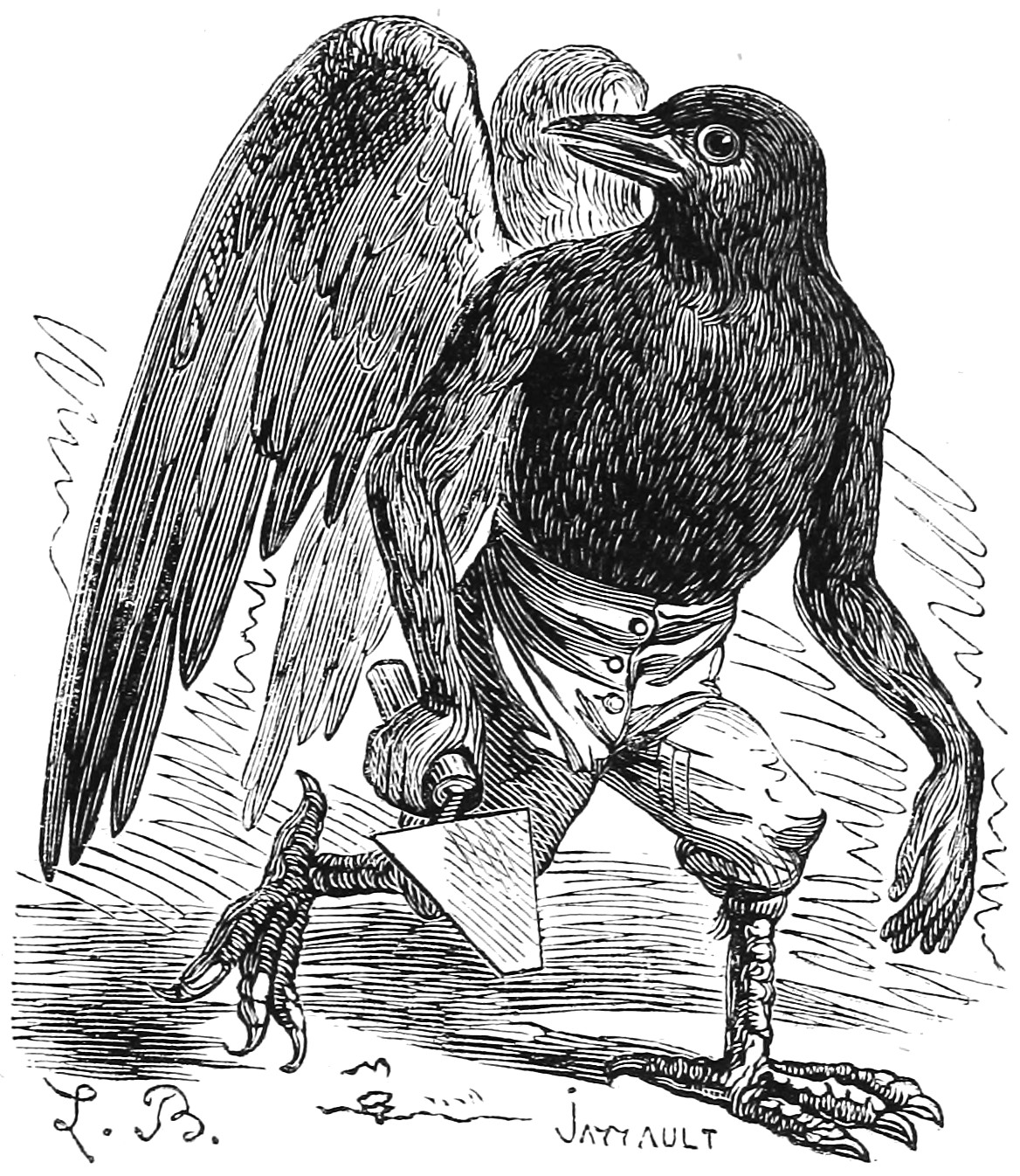
Malphas, dal Dictionnaire infernal di Collin De Plancy (1818).

Malphas (o Malpas) è un demone, citato nella lista dei principali demoni stabilita dalla Chiesa durante il primo concilio di Braga. Si parla di lui nel Lemegeton e in altri grimori.
Nel Dictionnaire infernal di Jacques Collin de Plancy (1818), Malphas è definito come il grande presidente degli Inferi e descritto come segue: è robusto, ha la pelle abbronzata, viso squadrato, mascella pronunciata e grandi occhi blu. A volte quando appare può mostrare solo gli occhi. Può apparire con le sembianza di un corvo. È specializzato nell'edificare cittadelle e torri inespugnabili e nel distruggere fortificazioni nemiche ma anche pensieri e desideri e nel conferire famigli. È al comando di quaranta legioni di demoni.

## Riferimenti nell'intrattenimento
- È il principe demone della discordia nel gioco di ruolo In nomine Satanis.
- È l'unità più importante e potente di tutte le giocabili nel gioco online Savage 2
- È il personaggio principale del racconto: "Malphas" di Salvatore Amato nella raccolta di racconti AA.VV: "Troskij Café Chantant IV" ISBN 978-88-85870-03-1
- È un nemico nella serie di Castlevania dove ha le sembianze di un corvo antropomorfo, attacca con stormi di corvi, sfere di elettricità e raffiche di piume nere. Quando muore, si scompone in uno stormo di corvi. Nella versione americana di Symphony of the Night è stato chiamato Karasuman (Uomo corvo) per evitare, probabilmente, controversie religiose. Nel reboot Castlevania: Lords of Shadow si tratta di una strega che, suicidatasi dopo aver perso l'uomo che amava, è entrata in simbiosi con i corvi che volevano divorarla diventando un gigantesco mostro simile a un corvo.
- È uno dei personaggi principali del manga Virgin Crisis, precisamente è l'aiutante di Satana. Riesce a trasformarsi in corvo, in bambino e in adolescente a seconda dell'ordine impartito dal suo padrone.
- Malphas è uno dei demoni evocabili nel videogioco Bayonetta, in cui ha le sembianze di un corvo con molteplici occhi, un becco osseo è una mezzaluna rossa sulla testa; nel secondo capitolo si possono usare le sue ali nelle battaglie aeree.
- Malphas è il demone che il culto satanico sta cercando di evocare nella prima stagione di Dead Of Summer.
- Malphas è un boss nel videogioco Devil May Cry 5. Ha l'aspetto di un umanoide femminile, il cui busto è fuso con un gigantesco mostro simile ad un pulcino.
- Malphas è uno degli antagonisti principali del videogioco indie horror FAITH: The Unholy Trinity, insieme all'antagonista principale (inteso essere Astaroth), Gary Miller, tenta di compiere un rituale noto come il "Profane Sabbath ("Sabbath Profano") e lo assiste nello scontro finale con il protagonista